# Мордвинов, Владимир Павлович
 Влади́мир Па́влович Мордви́нов  (19 (31) декабря 1838 — 1908) — сенатор гражданского кассационного департамента; тайный советник.

## Биография
Происходил из дворянского рода Мордвиновых; сын действительного статского советника Павла Ивановича Мордвинова (1806—1868) от его брака (с 31 января 1838 года) с московской купчихой Анной Владимировной Урусовой, воспитанницей (незаконной дочерью) князя В. М. Урусова. Родился в Москве 19 (31) декабря 1838 года, был крещён 22 декабря в Спиридоновской церкви, что за Никитскими воротами, при восприемстве деда Ивана Яковлевича Мордвинова и купчихи Анна Гордеевны Пантовой. Кроме сына в семье было четыре дочери: Пелагея (1839—?) — замужем за действительным статским советником Платоном Васильевичем Бельковским; Анастасия (1844—1864); Мария (1846—1882); Анна (1842—1844).
Образование получил в реформаторском училище при реформаторской церкви в Петербурге и в частном пансионе Г. Эмме. Затем учился в Императорском училище правоведения, который в 1859 году окончил с золотой медалью. Службу начал в III гражданском отделении департамента министерства юстиции; через год уже был старшим помощником столоначальника, а затем — столоначальником этого отделения.
В 1864 году определён обер-секретарем Священного Синода; в 1867 году получил звание камер-юнкера. В 1871 году был причислен сверх штата к канцелярии обер-прокурора Священного Синода. В 1872 году был возвращён в департамент министерства юстиции. В 1875 году исполнял должность редактора в гражданском отделении департамента министерства юстиции, а в 1877 году был перемещён на ту же должность в межевой департамент. В 1878 году назначен исполняющим должность юрисконсульта «консультации, при министерстве юстиции учреждённой», с оставлением в прежней должности.
С 11 января 1880 года — действительный статский советник.
В 1881 году назначен помощником управляющего канцелярией Священного Синода, а в 1884 году стал членом консультации при министерстве юстиции, с оставлением в должности юрисконсульта при обер-прокуроре Священного Синода. В 1890 году был назначен к присутствованию в Гражданском кассационном департаменте Правительствующего Сената.
В. П. Мордвинов участвовал в комиссиях для составления проекта подробных правил об установлении нового порядка рассмотрения жалоб, приносимых на решение Священного Синода; для пересмотра правил о церковном хозяйстве; для пересмотра узаконении о земском обложении; для пересмотра существующих порядков защиты интересов казны по производящимся в судебных делах спорным гражданским делам и для установления основании к изменении этих порядков.
С 1882 по 1884 год состоял кандидатом депутата дворянства по  Новоладожскому уезду Санкт-Петербургской губернии. В 1872—1875 и в 1882—1887 годах состоял по выборам земства почётным мировым судьей по Новоладожскому уезду, а в 1884—1887 годах — по Романово-Борисоглебскому уезду Ярославской губернии. Также состоял членом многих учёных и благотворительных обществ и учреждений.
Был назначен сенатором 6 июня 1890 года с производством в тайные советники.
Имел высшие ордена российской империи: орден Св. Станислава 1-й ст. (1883), Св. Анны 1-й ст. (1887), Св. Владимира 2-й ст. (1894).
Был близок, в частности, с Иоанном Кронштадтским. В конце жизни он страдал от тяжёлой болезни. Он не имел детей, не было и наследников у его сестёр и поэтому в 1903 году он передал в дар Иоанновскому женскому монастырю в Санкт-Петербурге, находящегося под опекой Иоанна Кронштадтского, своё имение Ваулово с условием создания здесь приюта для больных и своего проживания до смерти .
Умер 3 (16) мая 1908 года.